# Барретт, Эдит
Эдит Барретт (англ. Edith Barrett; 19 января 1907, Роксбери, штат Массачусетс, США — 22 февраля 1977, Альбукерке, штат Нью-Мексико, США) — американская актриса театра и кино.

## Театр
Эдит Барретт родилась в семье театралов, она была внучкой известного актёра XIX века Лоуренса Барретта.
В 1925 году юная Эдит дебютировала в бродвейской постановке «Трелони из „Уэллса“» по пьесе Артура Уинга Пинеро. Молодую актрису взял под свою опеку Уолтер Хэмпден и задействовал её во многих своих постановках. В основном это был классический репертуар и костюмированные драмы. До достижения двадцати лет успела сыграть в «Гамлете», «Венецианском купце», «Генрихе IV» и «Бессмертном воре».
Барретт по-настоящему состоялась в актёрской профессии после исполнения роли Помпилии в пьесе «Капонсакки» по роману Роберта Браунинга «Кольцо и книга». Наибольшим успехом в бродвейской карьере Эдит стала роль в сценической постановке «Миссис Мунлайт». В конце 1930-х годов Барретт присоединилась к театральной труппе Орсона Уэллса «Театр Меркурий». С Винсентом Прайсом, одним из ведущих актёров труппы, у Эдит Барретт завязался роман, плавно перешедший в замужество в 1938 году. В этом браке у них родился сын Винсент Барретт Прайс, ставший публицистом.

## Кино
В начале 1940-х годов Эдит Барретт перешла от работы в театре к съёмкам в кино. Её первым фильмом стал «Дамы в отставке» (Ladies in Retirement, 1941), где Эдит сыграла роль одной из сумасшедших сестер главной героини. Эта драма с элементами триллера, в основу которой положен спектакль, в свою очередь основанный на реальных событиях, была представлена на премии «Оскар» в двух номинациях, что позволило начинающей киноактрисе получить более серьёзную роль. В 1943 году вышел на экраны фильм ужасов «Я гуляла с зомби», где Эдит сыграла роль мачехи главной героини, Джессики Холланд. Вскоре в фильме «Джейн Эйр» Барретт сыграла миссис Фэйрфакс, экономку мистера Рочестера. После развода с Винсентом Прайсом в 1948 году Эдит почти перестала сниматься. В 1950-х годах актриса играла малозначительные роли в телевизионных сериалах, после чего окончательно оставила актёрскую профессию.

## Избранная фильмография
- 1941 — Дамы в уединении (Луиза Крид)
- 1942 — Леди на ночь (Катрин Алдерсон)
- 1943 — Я гуляла с зомби (миссис Холланд)
- 1943 — Корабль-призрак (Эллен)
- 1943 — Песня Бернадетт (Круизин Буорт)
- 1943 — Джейн Эйр (миссис Фэйрфакс)
- 1944 — Надоело любить (мисс Робертс)
- 1944 — Странники в ночи (Айви Миллер)
- 1945 — Ключи от королевства (тётя Полли)
- 1949 — Леди играет в азартные игры (Рут Филлипс)
- 1956 — Лебедь (служанка Беатрис)
- 1958 — В любви и на войне (миссис Ленэйн)